# Zapadni Slaveni
Zapadni Slaveni.- Jedna od triju grana slavenskih naroda indoeuropske jezične obitelji nastanjeni u središnjoj Europi na područjima današnjih država: Poljske, Češke, Slovačke i Njemačke. Danas ih ima oko 62,000,000, to su: Poljaci (44,000,000; poglavito u Poljskoj, 1995 WA);  Česi (12,000,000; 1995 WA, poglavito Češka); Slovaci (5,606,000). Postoji još nekoliko manjih etničkih skupina: Kašubi 200,000 u Poljskoj; Lužički Srbi (70,000 u Njemačkoj; 1976 Stephens); Moravci (1,363,000 popisom iz 1991., ali im broj 2001. iznosi svega 380,474, što znači da se tope u Čehe. Sebe smatraju posebnim narodom); Slovinci (Poljska, možda nestali);  nestali Polapski Slaveni s brojnim plemenima: Ljutiči, Abodriti i još neki. Svi su pretežito rimokatoličke vjere. Govore srodnim jezicima od kojih su glavni češki, slovački i poljski.